# 4963 관륵
4963 관륵(4963 Kanroku, 4963 칸로쿠)은 1977년 2월 18일, 일본의 고사이 히로키와 후루카와 기이치로가 기소 관측소에서 발견한 소행성대의 소행성이다. 백제에서 일본으로 불교를 전해준 관륵의 이름을 땄다.